# خورخه پرس ونتو
خورخه پرس ونتو (اسپانیایی: Jorge Pérez Vento‎؛ زادهٔ ۲۸ سپتامبر ۱۹۴۷) بازیکن والیبال اهل کوبا بود.